# Charles Edward Smith
Charles Edward Smith IV (Washington D. C., 29 de noviembre de 1967) es un exjugador de baloncesto estadounidense. Con 1.85 de estatura, su puesto natural en la cancha era el de base.

## Trayectoria
- All Saints High School
- Universidad de Georgetown (1985-1989)
- Boston Celtics (1989-1990)
- Rapid City Thrillers (1990-1991)
- Boston Celtics (1991)
- Rockford Lightning (1991)
- Rockford Lightning (1994)
- Hartford Hellcats (1994-1995)
- Omaha Racers (1995)
- Florida Sharks (1995)
- Florida Beach Dogs (1995
- Minnesota Timberwolves (1995)
- Florida Beach Dogs (1996)
- Florida Sharks (1996)
- Estrella Roja (1996)
- Florida Beach Dogs (1996-1997)
- Iraklis BC (1997)
- Rockford Lightning (1997)
- La Crosse Bobcats  (1997-1998)
- Club Ourense Baloncesto (1998)
- Vaqueros de Bayamón (1998)
- A.P.L. Pozzuoli (1998-1999)
- Obras Sanitarias de la Nación (1999)
- Basket Napoli (1999-2000)
- Pallacanestro Messina (2000)
- La Crosse Bobcats (2000-2001)
- Liege Basket (2001)